# روبرت دبليو. إدقرين
روبرت دبليو. إدقرين (بالإنجليزية: Robert W. Edgren)‏ هو منافس ألعاب قوى أمريكي، ولد في 7 يناير 1874، وتوفي في 9 سبتمبر 1939.

## وصلات خارجية
- روبرت دبليو. إدقرين على موقع أوليمبيديا (الإنجليزية)